# FlatOut (відеогра, 2010)
FlatOut — відеогра у жанрі аркадних перегонів з елементами перегонів на виживання, видана компаніями Zoo Games і Funbox Media ексклюзивно для гральної консолі Wii. Була випущена 23 листопада 2010 року в Північній Америці й 27 липня 2012 року в Європі. Це перша частина серії FlatOut, розроблена Team6 Game Studios.
Ігровий процес схожий із попередніми частинами серії та заснований на перегонах із руйнуваннями автомобілів. В аркаді представлені різні вигадані автомобілі, траси, а також чотири режими з підтримкою як однокористувацької, так і багатокористувацької гри.
Гра розроблялася після того, як права на FlatOut перестали належати компанії Empire Interactive (через банкрутство останньої у 2009 році), яка видавала попередні частини серії. FlatOut для Wii отримала змішані оцінки. Критикували в основному ігровий процес і незручне керування, але похвалили види змагань, саундтрек і дизайн меню.

## Ігровий процес
FlatOut є аркадною перегоновою грою з елементами перегонів на виживання, виконаною в тривимірній графіці. Ігровий процес схожий з попередніми частинами серії: потрібно проходити перегонові змагання, та відкривати нові машини і рівні. Автомобілі, як і в попередниках, є вигаданими моделями, і пошкоджуються під час зіткнень, які як показуються у вигляді деформації деталей машин, так і впливають на їхню поведінку на дорозі: під час зіткнень на екрані з'являється лічильник «життя», після досягнення 0 % автомобіль вибухає. Кожен транспортний засіб можна налаштувати перед заїздом, наприклад поміняти колір і вибрати тип шин. Якщо виконувати різні маневри, наприклад занос і стрибок, то поповнюється запас нітро, яке дає змогу швидше прискорюватися. На трасах зустрічаються капсули з бонусами, наприклад відновлення цілого стану автомобіля або додаткове нітро.
Загалом присутні чотири режими: «Racing», «Stunt», «Battle Arena» і «Car Basher». Усі вони доступні як в однокористувацькому, так і в багатокористувацькому варіанті з технологією розділеного екрана для двох гравців. У режимі «Racing» потрібно проходити перегони; за перше місце надається золотий кубок, за друге — срібний, за третє — бронзовий. У режимі «Stunt» потрібно викидати з автомобіля водія — завдання становлять собою кидки водія на далеку відстань, на висоту тощо, а тілом водія можна керувати; що кращий результат, то більше дадуть очок, а отже, і вищі шанси на перемогу. У режимі «Battle Arena» потрібно розбити машини супротивників на спеціальних аренах, і при цьому не бути розбитим ними. У «Car Basher» (на деяких інтернет-ресурсах згадується як «Trash») треба розбити автомобіль суперника за допомогою молота, пили та багатьох інших пристосувань, а час для знищення машини обмежений; іноді деякі запчастини автомобіля підсвічуються, і при ударі по них у цей час вони сильніше розбиваються, а що сильніше розбитий автомобіль за час, то більше очок і вищі шанси на перемогу, під час якої гравцеві стає доступним той автомобіль, який він розбив.

## Розробка та випуск ігри
Створення нової частини серії FlatOut почалося 2010 року, коли права на франшизу перестали належати компанії Empire Interactive, що видавала попередні ігри серії. Нова FlatOut є спінофом серії, вона розроблялася ексклюзивно для консолі Wii командою Team6 Game Studios, яка мала досвід створення аркадних перегонових ігор.
Нова частина серії FlatOut була анонсована 4 травня 2010 року. У проєкті збережено основні риси попередників, такі як перегони з руйнуваннями автомобілів і трюками, але також додано нові режими та особливості: спеціально для керування на Wii за допомогою контролера Wii Remote було розроблено режим «Car Basher», у якому потрібно розбити автомобіль суперника, тим самим відкривши його для перегонів. Генеральний директор Team6 Game Studios, Ронні Неліс, заявив, що «для його команди є великою честю працювати над такою відомою франшизою, як FlatOut». Упродовж розробки творці викладали нові скриншоти та відеоролики, що показують особливості перегонової аркади.
Випуск FlatOut відбувся 23 листопада 2010 року в Північній Америці, гра була видана компанією Zoo Games. 27 липня 2012 року аркаду випустили в Європі, де видавцем виступила компанія Funbox Media. Крім цього, FlatOut була запланована до виходу на Xbox 360, але розробка цієї версії була скасована.

## Оцінки та відгуки
| Видання | Оцінка |
| ------- | ------ |
| AllGame | [ 8 ]  |

Гра була неоднозначно сприйнята пресою. Деякі критики хвалили графіку і режими, але низка рецензентів розкритикували управління й ігровий процес.
Оглядач сайту N4G оцінив FlatOut у 70 балів зі 100 можливих, відзначивши загалом непогану графіку (зокрема, стабільну кадрову частоту та деякі цікаві ефекти частинок) і чотири різноманітні режими, але покритикував незручне керування на високих швидкостях через контролер Wii Remote, а також зауважив, що деякі гравці будуть розчаровані відсутністю онлайн-мультиплеєра. У підсумку рецензент заявив: «FlatOut, звісно, не найкраща перегонова гра на Wii, але за вартість у 19,99 доларів, вона пропонує достатньо [контенту], щоб покупка була виправданою для фанатів перегонових аркад».
Проте, зустрічалися і негативні відгуки. Наприклад, на сайті AllGame FlatOut отримала оцінку у дві з половиною зірки з п'яти можливих. У журналі Nintendo Gamer аркаді поставили 20 балів зі 100 можливих, і FlatOut була названа жахливою грою з «болісно неточними» елементами управління.